# Élodie Mouthon
Pour les articles homonymes, voir Mouthon.
Élodie Mouthon (née le 28 mars 1987 à Annecy) est une athlète et snowboardeuse française. La sportive a connu une blessure bouleversante qui a engendré sa reconversion en snowboardeuse.

## Biographie

### Athlétisme
Elle compte six sélections en équipe de France jeune et une sélection en équipe de France A, en steeple et en cross-country.
Elle remporte le cross court du Championnat de France de cross-country en 2008.

### Snowboard
Elle dispute des compétitions de freeride, remportant le Freeride World Tour en 2013. Elle est vainqueur de son deuxième Xtrem de Verbier d'affilée en 2014.